# Thành phố của Philippines
Thành phố ở Philippines là một cấp hành chính địa phương. Thành phố trong tiếng Philippines lẫn trong tiếng Tagalog là lungsod hoặc đôi khi là siyudad. Tính tới ngày 12 tháng 12 năm 2015, Philippines có 145 thành phố.
Thành phố và huyện cùng là cấp hành chính địa phương thứ hai, dưới tỉnh và trên barangay. Theo Đạo luật Chính quyền địa phương 1991 thì chính quyền thành phố có nhiều quyền thu và nhiệm vụ chi hơn so với chính quyền huyện. Mỗi thành phố đều có cơ quan hành pháp đứng đầu là thị trưởng và hội đồng lập pháp riêng.
Đạo luật Chính quyền địa phương 1991 chia các thành phố của Philippines thành các loại theo mức độ đô thị hóa và thu nhập (mức độ phát triển kinh tế).
Theo mức độ đô thị hóa có:
- Thành phố đô thị hóa cao: là các thành phố có dân số từ 20 vạn trở lên và thu nhập quốc dân hàng năm từ 50 triệu peso Philippines trở lên (theo giá thực tế năm 1991).
- Thành phố trực thuộc trung ương: là các thành phố có quyền tự chủ, tuy là cấp hành chính thứ hai nhưng lại trực thuộc trung ương chứ không trực thuộc tỉnh.
- Thành phố trực thuộc tỉnh.

Theo thu nhập đầu quốc dân có:
- Thành phố loại đặc biệt: gồm Manila và Quezon
- Thành phố cấp I: thu nhập quốc dân hàng năm từ 300 triệu peso trở lên.
- Thành phố cấp II: thu nhập quốc dân hàng năm từ 240 peso trở lên
- Thành phố cấp III: thu nhập từ 180 triệu peso trở lên
- Thành phố cấp IV: thu nhập từ 120 triệu peso trở lên
- Thành phố cấp V: thu nhập từ 60 triệu peso trở lên
- Thành phố cấp VI: thu nhập dưới 60 triệu peso

Mười hai thành phố lớn nhất xếp theo dân số của Philippines là:
| Hạng | Thành phố      | Dân số (theo tổng điều tra năm 2000) | Dân số (theo ước lượng vào năm 2005) |
| ---- | -------------- | ------------------------------------ | ------------------------------------ |
| 1.   | Quezon         | 2.173.831                            | 2.260.160                            |
| 2.   | Manila         | 1.581.082                            | 1.454.558                            |
| 3.   | Caloocan       | 1.177.604                            | 1.352.132                            |
| 4.   | Davao          | 1.147.116                            | 1.325.355                            |
| 5.   | Cebu           | 718.821                              | 815.716                              |
| 6.   | Zamboanga      | 601.794                              | 700.078                              |
| 7.   | Pasig          | 505.058                              | 538.458                              |
| 8.   | Valenzuela     | 485.433                              | 517.535                              |
| 9.   | Las Piñas      | 472.780                              | 504.045                              |
| 10.  | Antipolo       | 470.866                              | 566.712                              |
| 11.  | Taguig         | 467.375                              | 498.283                              |
| 12.  | Cagayan de Oro | 461.877                              | 563.114                              |

1. 1 2 3  "NSO NCR Population Projections". Bản gốc lưu trữ ngày 15 tháng 3 năm 2008. Truy cập ngày 1 tháng 3 năm 2008.
2. ↑  "NSCB Region 11 Statwatch". Bản gốc lưu trữ ngày 18 tháng 3 năm 2008. Truy cập ngày 1 tháng 3 năm 2008.
3. 1 2 3 4 5 6  "World Gazetteer". Bản gốc lưu trữ ngày 1 tháng 10 năm 2007. Truy cập ngày 1 tháng 3 năm 2008.
4. ↑  "NSO Region 9 Population Projections". Bản gốc lưu trữ ngày 20 tháng 10 năm 2007. Truy cập ngày 1 tháng 3 năm 2008.
5. ↑  "NSCB Region 10 Statwatch". Bản gốc lưu trữ ngày 30 tháng 9 năm 2007. Truy cập ngày 1 tháng 3 năm 2008.